# Leandro Regúnaga
Leandro Regúnaga (La Cruz (Corrientes), 8 de septiembre de 1957 - Buenos Aires, 12 de julio de 1999), fue un actor de cine y televisión argentino.

## Cine
- Los chicos de la guerra (1984) - Santiago
- Las barras bravas (1985) - Mono
- La bailanta (1988)
- La ciudad oculta (1989) - Roberto Santillán
- Una sombra ya pronto serás (1994) - Empleado motel
- Eva Perón (1996) - José Espejo
- Carlos Monzón, el segundo juicio (1996) - Amigo de Santa Fe 2
- La furia (1997) - Chofer celular
- El visitante (1999)

## Televisión
- Poliladron (1995)
- Amor sagrado (1996)
- R.R.D.T. (1997) - Fierrito
- Campeones de la vida (1999)
- Vulnerables (1999) - José